# Santutxu Fútbol Club
El Santutxu Fútbol Club es un club deportivo del barrio bilbaíno de Santuchu en Vizcaya, País Vasco (España). Fue fundado en 1918 y juega en Tercera División.

## Historia
No hay duda de que el Santutxu F.C. es un colectivo deportivo con mucho renombre, con una historia que proviene de la temporada 1918-19 cuando un grupo de jóvenes fundó el club.
Debutó en competición oficial en la categoría denominada 'Serie C' celebrando sus partidos en diferentes campos de juego ya que por aquel entonces no se disponía de campo propio.
Con el paso del tiempo el club se instaló definitivamente en Mallona, donde en estos últimos 30 años se ha visto pasar generaciones de jóvenes que con gran ilusión vestían los colores del Santutxu.
Con una filosofía deportiva que tiende a la promoción del fútbol base el Santutxu F.C. vio reconocida su labor cuando en el año 1995 logró ser el que más equipos de base mantenía a nivel estatal.

## Uniforme
El primer equipamiento es con la camiseta roja, pantalón azul y medias rojas y azules. El segundo equipamiento de color blanco con pantalón blanco y medias blancas, pero alguna de las categorías inferiores lleva azul su segunda equipación.

## Estadio
El campo de fútbol está en pleno centro de la Villa de Bilbao, exactamente en la meseta del Monte Artagan y justo encima del  Casco Viejo.
Mallona tiene una larga historia dentro de nuestro Gran Bilbao, ya que su emplazamiento es el del antiguo Cementerio de Mallona y fue el primer cementerio de la Villa. Al prohibir los franceses, en 1808, el enterramiento en las iglesias, el Ayuntamiento de Bilbao compró el Caserío Mallona para convertir sus terrenos en un Campo Santo. Este cementerio se inauguró en 1830 y fue clausurado en 1927, al ser trasladado al nuevo cementerio de la localidad de Derio. De estos tiempos quedan dos mausoleos y su puerta principal, consistente en un arco neoclásico, obra de Juan de Belaunzaran, con intercolumnas dóricas a ambos lados y una inscripción alusiva al lugar.
En cuanto a sus instalaciones, dispone actualmente de un campo de hierba artificial con gradas ('Mallona 1') y otros dos sin ellas ('Mallona 2 y Mallona Txiki'). Uno de estos últimos es pequeño, siendo usado para el entrenamiento de los equipos txikis y los calentamientos antes de las confrontaciones.
El campo de hierba artificial más grande ('Mallona 1'), usado por los equipos que juegan en categorías superiores, tiene las siguientes características:
- Dimensiones: 105,8 × 66 m.
- Producto: Soccer Pro 52 mm.
- Fibra: 100 % polietileno fibrilada 11 000 Dtex.
- Puntadas: 15 200 por metro cuadrado.
- Relleno: 15 kg arena sílice + 14 kg granulado de caucho.
- Subbase: dos capas de asfalto: la 1.ª de 4 cm no porosa, la 2.ª de 3 cm porosa.
- Drenaje: superficial pendiente 0,6 % a cuatro aguas, con canaleta perimetral.
- Riego: con 6 cañones laterales.

Los otros dos campos de hierba artificial ('Mallona 2 y Mallona Txiki') han sido estrenados a finales de la temporada 2005/2006. Estos se han construido debido a la necesidad de espacio que necesitan los cuatro equipos para entrenar.

## Cantera fructífera
La cantera del Santutxu, uno de los equipos con más solera de la capital vizcaína, se encuentra a pleno rendimiento después de más de ochenta y cinco años de existencia. Durante la presente temporada 2007/08, el club bilbaíno cuenta con veinte conjuntos, distribuidos en todas las categorías existentes, incluidos los equipos escolares. Todos los conjuntos son masculinos, ya que el femenino, que contaba ya con tres años de existencia, no ha podido consagrarse esta temporada. 
Los dos terrenos de juego de fútbol once y el único de fútbol siete de los que dispone el Santutxu en las instalaciones de Mallona, hacen inviable la existencia de un mayor número de equipos. Sobre todo, teniendo en cuenta que el club comparte estos terrenos de juego con el Solokoetxe, el Begoña y el Danok Bat, clubes con los que, a pesar de la rivalidad deportiva y las malas habladurías, mantienen unas excelentes relaciones de amistad y cordialidad. Entre todos los equipos de los cuatro clubes suman más de cuarenta conjuntos. 
La mayor parte de los jugadores del club residen en el propio barrio y sus alrededores y la mayoría de ellos consigue dar el salto al primer equipo o son adquiridos por otros clubes de mayor empaque. 
Esta temporada, el equipo mayor del Santutxu milita en Regional Territorial de Honor, tras el descenso sufrido el curso anterior. En el presente año, el 75% de los jugadores del equipo proceden de la cantera. El club ha planteado esta temporada como la del asentamiento en la categoría, tras la diáspora de jugadores importantes sufrida en verano. Una vez acomodados en la categoría (de la que únicamente sube el campeón) se realizará un proyecto más ambicioso para intentar el ascenso. 
Formación personal
En el Santutxu Fútbol Club, la colaboración de los entrenadores en el día a día de la cantera es considerada como fundamental. De ahí el arduo trabajo para encontrarlos, dado que no cualquiera tiene la capacidad de pertenecer al club si se quiere seguir rayando al buen nivel actual. 
El perfil de entrenador que se viene buscando es el de un educador, alguien que forme como persona a los chavales y que, además, practique un fútbol moderno, de buen manejo del balón y de un alto conocimiento futbolístico. 
Los responsables del Santutxu consideran que esta temporada se ha dado con la tecla exacta y cuentan con unos monitores que pueden aportar mucho a la cantera del club, que quiere inculcar a sus 350 chavales una formación personal y deportiva para intentar que lleguen lo más alto posible y que disfruten en los entrenamientos y en los partidos.
- Datos: Q389900